# Richard Maldwyn Price
Richard Maldwyn Price (Welshpool, 16 april 1890 – aldaar, 11 november 1952) was een Welsh componist, muziekpedagoog, dirigent en organist.

## Levensloop
Price studeerde aan het University College of Wales, nu: Aberystwyth University in Aberystwyth en behaalde zijn Bachelor of Music in 1911. In 1913 behaalde hij zijn Master of Music en hij was de eerste student in Wales die in 1917 de academische graad van Doctor of Music (D.Mus.) behaalde. Hij werd organist en koordirigent aan de "St. Mary's Church" in Welshpool en bleef in deze functie tot 1933. Verder was hij docent en later directeur aan scholen in Redhill en Malvern. 
Hij was ook gastdirigent bij verschillende Welshe brassbands. 
Als componist schreef hij kerkmuziek, strijkkwartetten en verschillende werken voor orkest en brassband. Zijn Owain Glyndwr en Henry V waren verplichte werken bij de Open British Brass Band Championships in 1938 en 1941. Het laatstgenoemde werk was eveneens in 1947 tijdens de Belle Vue September Championships verplicht werk voor brassbands. Verder is van hem de Welsh Fantasy voor brassband bekend. 

## Composities

### Werken voor orkest
- 1912 Air de Ballet, voor orkest
- 1912 Bolero, voor orkest
- A Little Overture, voor orkest
- An English Overture, voor orkest
- Bijou Suite, voor orkest
- Cambrian Suite, voor strijkorkest
- Concert Overture, voor orkest
- Concert Valse, voor orkest
- Fantasie Overture, voor orkest
- Fantasy on Captain Morgan's War Song, voor orkest
- Gwalia Suite voor orkest
- Introduction and Scherzo, voor orkest
- Recreative Suite, voor orkest
- Romance and Saltarello, voor orkest

### Werken voor brassband
- 1937 Owain Glyndwr, heroïsche rapsodie voor brassband (verplicht werk tijdens de "Welsh National Eisteddfod of 1937")
- 1938 Henry V, symfonisch gedicht voor brassband (gebaseerd op episodes vanuit het gelijknamige toneelstuk van William Shakespeare)
- 1945 A Welsh Fantasy, voor brassband
- Hob-y-Derry-Dando, voor brassband

### Muziektheater

#### Toneelmuziek
- 1946 Dwy ddrama-ganu i blant - Two Music-plays for Children ... - tekst: Eirene & Rowland
  1. Robin ddiog-(Lazy Robin)
  2. Hen wlad fy nhadau-(Land of my Fathers)

### Werken voor koor
- 1938 Argo
- 1938 Offertory / Offrwm-ganiad
- 1938 Ti a Gedwi mewn hedd (Thou wilt keep him in perfect peace)
- 1939 Coelcerthi (Mountain fires), voor mannenkoor (TTBB) - tekst: Mrs. Hemans
- 1939 Harp of the Mountain-Land. Delyn y bryniog dir, voor gemengd koor - Engelse vertaling: Mrs. Hemans
- 1944 Sing to the Lord of Harvest - Cenwch i Dduwr Cynhaeaf, anthem voor gemengd koor en orgel - tekst: Engelse vertaling: J. S. B. Monsell
- 1945 Doed Doethion a'u Dysgeidiaeth (The Wise may bring their learning)
- 1945 Fe ddysgais hyn wrth groesi'r ddol (I learned it in the meadow path)
- 1945 Mor Dirion dy Drigfannau (How Lovely are Thy Dwellings)
- 1945 O Frawd o Ddyn (O Brother Man)
- 1945 Oenyn Bach (Little Lamb)
- 1947 Dwy gân werin Gymreig - Two Welsh Folk Songs - tekst: Hen Benillion; Engelse vertaling: Sir H. Idris Bell 
  1. Ym Mhont-y-pridd
  2. At Pont-y-pridd
- 1957 Llongau Madog (Madog's Ships), voor mannenkoor (TTBB) - tekst: Engelse vertaling: Sir H. Idris Bell

### Vocale muziek
- 1938 Good Night. Nos da, voor sopraan en alt met piano - tekst: Engelse vertaling: A. M. Paterson
- 1939 Song of Hope. Cân gobaith, duet voor sopraan en alt met piano - tekst: Engelse vertaling: A. H. Clough
- 1940 Eldorado, Two-part Song  - tekst: Engelse vertaling: Edgar Allan Poe
- 1942 Tair Cân Gymreig - Three Welsh Songs, voor mannenkoor (TTBB) - tekst: T. G. Jones
- 1945 Pum Deuawd Gysegredig (Five Sacred Duets)

### Kamermuziek
- 1944 Romance, voor viool en piano
- 1944 Two Welsh Airs voor viool en piano 
  1. Y Deryn pur. (The Spotless Dove)
  2. Dafydd y Garreg Wen. (David of the White Rock)
- 1953 Koperkwartet
- Lost Chord, voor viool en piano

### Werken voor piano
- 1938 Introit / Cymun-ganiad
- 1944 Synfyfyrion (Daydreams)
- 1946 Dawns Osgeiddig (Graceful Dance)